# Dynastes maya
Dynastes maya är en skalbaggsart som beskrevs av Hardy 2003. Dynastes maya ingår i släktet herkulesbaggar, och familjen Dynastidae. Inga underarter finns listade i Catalogue of Life.